# 小行星8158
小行星8158（英語：8158 Herder）是一颗围绕太阳公转的小行星。1989年10月23日，佛蒙特·伯根在陶腾堡发现了此天体。
这颗小行星的绝对星等为117.2206313710589等。